# Światy Dantego (opowiadanie)
Światy Dantego – opowiadanie fantastyczne Anny Kańtoch z 2008 roku, nagrodzone Nagrodą im. Janusza A. Zajdla.
Opowiadanie ukazało się po raz pierwszy w antologii Epidemie i zarazy wydanej przez Fabrykę Słów.
W 2009 na Polconie w Łodzi Anna Kańtoch otrzymała za Światy Dantego Nagrodę im. Janusza A. Zajdla w kategorii najlepsze opowiadanie.
Opowiadanie było także publikowane w antologii Nagroda im. Janusza A. Zajdla 2009 oraz w autorskim zbiorze opowiadań Światy Dantego.